# الضبابة (ريمة)

تعديل مصدري - تعديل

الضبابة أو قرية الضبابة هي قرية جبلية في عزلة حورة بمديرية الجبين التابعة لمحافظة ريمة اليمنية، بلغ تعداد سكانها 387 نسمة حسب إحصاء اليمن لعام 2004.

## المحلات التابعة للقرية
- قروت
- الدار
- المنسوره

## روابط خارجية
- الدليل الشامل